# Bugacpusztaháza
Bugacpusztaháza is een plaats (község) en gemeente in het Hongaarse comitaat Bács-Kiskun. Bugacpusztaháza telt 308 inwoners (2005).